# Supersport-VM 2019
Supersport-VM 2019 arrangeras av Internationella motorcykelförbundet. Världsmästerskapet avgörs över 12 deltävlingar. Säsongen inleddes den 24 februari i Australien och avslutas den 26 oktober i Qatar. Supersport körs vid samma tävlingshelger som Superbike utom i USA då Supersport inte deltar.

## Tävlingskalender och heatsegrare
Jämfört med 2018 har deltävlingen Jerez, Spanien tillkommit och Brno, Tjeckien har tagits bort från tävlingskalendern som innehåller 12 deltävlingar.
| Datum | Bana           | Vinnare             | Märke    | VM-ledare          |
| ----- | -------------- | ------------------- | -------- | ------------------ |
| 24/2  | Phillip Island | Randy Krummenacher  | Yamaha   | Randy Krummenacher |
| 17/3  | Chang          | Jules Cluzel        | Yamaha   | Jules Cluzel       |
| 7/4   | Aragón         | Randy Krummenacher  | Yamaha   | Randy Krummenacher |
| 14/4  | Assen          | Federico Caricasulo | Yamaha   | Randy Krummenacher |
| 12/5  | Imola          | Randy Krummenacher  | Yamaha   | Randy Krummenacher |
| 9/6   | Jerez          | Federico Caricasulo | Yamaha   | Randy Krummenacher |
| 23/6  | Misano         | Randy Krummenacher  | Yamaha   | Randy Krummenacher |
| 7/7   | Donington      | Jules Cluzel        | Yamaha   | Randy Krummenacher |
| 8/9   | Algarve        | Federico Caricasulo | Yamaha   | Randy Krummenacher |
| 24/9  | Magny-Cours    | Lucas Mahias        | Kawasaki | Randy Krummenacher |
| 13/10 | El Villicum    | Jules Cluzel        | Yamaha   | Randy Krummenacher |
| 26/10 | Losail         | Lucas Mahias        | Kawasaki | Randy Krummenacher |

## Mästerskapsställning
Slutställning i förarmästerskapet efter 12 deltävlingar.
1. Randy Krummenacher, 213 p. Klar världsmästare efter sista deltävlingen.
2. Federico Caricasulo, 207 p.
3. Jules Cluzel, 200 p.
4. Lucas Mahias, 168 p.
5. Hikari Ōkubo, 105 p.
6. Raffale De Rosa, 101 p.
7. Isaac Viñales, 97 p.
8. Corentin Perolari, 91 p.
9. Thomas Gradinger, 90 p.
10. Ayrton Badovini, 65 p.
11. Peter Sebestyen, 59 p.
12. Loris Cresson, 41 p.
13. Jules Danilo, 39 p.
14. Hannes Soomer, 36 p.
15. Kyle Smith, 31 p.
16. Héctor Barberá, 22 p.

## Deltagarlista
Ordinarie förare.
| Nr | Förare                | Team                         | Motorcykel       |
| -- | --------------------- | ---------------------------- | ---------------- |
| 3  | Raffaele De Rosa      | MV Agusta Reparto Corse      | MV Agusta F3 675 |
| 6  | Maria Herrera         | MS Racing                    | Yamaha YZF R6    |
| 10 | Nacho Calero          | Orelac Racing VerdNatura     | Kawasaki ZX-6R   |
| 15 | Alfonso Coppola       | Gemar-Ciociaria Corse        | Honda CBR600RR   |
| 16 | Jules Cluzel          | GMT 94 Yamaha                | Yamaha YZF R6    |
| 21 | Randy Krummenacher    | Bardahl Evan Bros.           | Yamaha YZF R6    |
| 22 | Federico Fuligni      | MV Agusta Reparto Corse      | MV Agusta F3 675 |
| 30 | Glenn van Straalen    | EAB Racing Team              | Kawasaki ZX-6R   |
| 32 | Isaac Viñales         | Kallio Racing                | Yamaha YZF R6    |
| 36 | Thomas Gradinger      | Kallio Racing                | Yamaha YZF R6    |
| 38 | Hannes Soomer         | MPM Wilsport Racedays        | Honda CBR600RR   |
| 44 | Lucas Mahias          | Kawasaki Puccetti Racing     | Kawasaki ZX-6R   |
| 47 | Rob Hartog            | Team Hartog - Against Cancer | Kawasaki ZX-6R   |
| 56 | Peter Sebestyen       | CIA Landlord Insurance Honda | Honda CBR600RR   |
| 61 | Gabriele Ruiu         | Gemar-Ciociaria Corse        | Honda CBR600RR   |
| 64 | Federico Caricasulo   | Bardahl Evan Bros.           | Yamaha YZF R6    |
| 74 | Jaimie van Sikkelerus | MPM Wilsport Racedays        | Honda CBR600RR   |
| 78 | Hikari Ōkubo          | Kawasaki Puccetti Racing     | Kawasaki ZX-6R   |
| 80 | Héctor Barberá        | Team Toth by Willirace       | Yamaha YZF R6    |
| 84 | Loris Cresson         | Kallio Racing                | Yamaha YZF R6    |
| 86 | Ayrton Badovini       | Team Pedirini Racing         | Kawasaki ZX-6R   |
| 94 | Corentin Perolari     | GMT94 Yamaha                 | Yamaha YZF R6    |
| 95 | Jules Danilo          | CIA Landlord Insurance Honda | Honda CBR600RR   |